# NGC 5736
NGC 5736 (również PGC 52597) – galaktyka spiralna (Sa), znajdująca się w gwiazdozbiorze Wolarza. Odkrył ją Lewis A. Swift 19 kwietnia 1887 roku. Jest to galaktyka z aktywnym jądrem typu LINER.